# Distrito de Tambo del Ene
El distrito de Tambo del Ene es uno de los veinte que conforman la provincia de La Convención, ubicada en el departamento del Cuzco en el Sur del Perú. 
Desde el punto de vista jerárquico de la Iglesia católica forma parte de la Vicariato apostólico de Puerto Maldonado.

## Historia
Fue creado mediante Ley N.º 31079 del 10 de junio de 2021 durante el gobierno del presidente Francisco Sagasti.

## Geografía
Su capital es el poblado de Natividad situado a 509 m s. n. m.

## Autoridades

### Municipales
- 2023-2027:

1. Regidores